# Doc.station Medienproduktion
Die Doc.station Medienproduktion GmbH ist eine 1999 von ZDF Studios und Katharina Trebitsch gegründete deutsche Fernsehproduktionsfirma, die im Unterhaltungsbereich tätig ist. Einziger Gesellschafter ist seit 2007 die Firma ZDF Studios, nachdem das Unternehmen zuvor beiden Partnern je zur Hälfte gehörte.
Der Geschäftszweck ist die Entwicklung und Herstellung von non-fiktionalen Produktionen für das Fernsehen.
Die Produktionen decken unter anderem die Bereiche Talkshow, Dokumentationen, Reportagen, Doku-Dramen und Doku-Soap-Formate ab.

## Produktionen (Auswahl) und Erstausstrahlung
- Maybrit Illner, 1999
- Peter Hahne, 2010
- 37°
- Elefant, Tiger & Co., 2002 (12 Kurzfolgen in der Reihe „hierzulande“, Vorläufer der MDR-Eigenproduktion)[2]
- Schleyer. Eine deutsche Geschichte, 2003
- Tierisch Kölsch, 2006
- Dresdner Schnauzen, 2007
- Nürnberger Schnauzen, 2008
- Nachtduell, 2005